# Durassowski selsowet
Der Durassowski selsowet (russisch Дурасовский сельсовет) ist eine Landratsgemeinde (selsowet) in Russland. Sie liegt im Tschischminski rajon der Republik Baschkortostan. Verwaltungssitz ist das Dorf Durassowo.
Das Gebiet wird von der Djoma durchflossen.

## Dörfer
In der Landratsgemeinde liegen folgende Dörfer:
- Albejewo (russisch Альбеево)
- Bikkulowo (russisch Биккулово)
- Buljakbaschewo (russisch Булякбашево)
- Durassowo (russisch Дурасово)
- Nowyje Jabalakly (russisch Новые Ябалаклы)
- Pensa	(russisch Пенза)
- Tschurakly (russisch Чукраклы)

## Demographie
| Jahr | Einwohner |
| ---- | --------- |
| 2002 | 1293      |
| 2009 | 1272      |
| 2010 | 1208      |
| 2012 | 1188      |
| 2013 | 1193      |
| 2014 | 1197      |
| 2015 | 1155      |
| 2016 | 1136      |
| 2017 | 1119      |